# Antonio Toscano
Antonio Gerlando Toscano (Agrigento, 19 d juliol de 1887 – Cap Bon, 13 de desembre de 1941) va ser un almirall de divisió i professor italià, Medalla d'or al Valor Militar a títol pòstum.

## Biografia
El 1905 ingressà a l'Acadèmia Naval de Livorno, i el febrer de 1909 va ser nomenat guardiamarina. A partir del 1911 serví a bord de la torpedinera Astore amb el rang de sotstinent de navili, participant a la guerra italo-turca. Després dels combats del juliol de 1912 als estrets dels Dardanels, va ser promogut a tinent de navili. El gener de 1915, posat al comandament del destructor 69 PN, participà als combats de la Primera Guerra Mundial, participant a l'ocupació italiana d'Albània el 1919.
Finalitzat el conflicte, el 1922 va ser promogut a capità de corbeta, i el 1926 va fer de professor d'història i art naval a l'Acadèmia Aeronàutica de Caserta, on va ser promogut al rang de capità de fragata; posteriorment va ser coadjutor de l'Institut de Guerra Marítima de Livorno. Nomenat contraalmirall, el 1939 va ser nomenat director general de personal i va esdevenir membre del Consell superior de la Marina. Amb l'esclat de la Segona Guerra Mundial, assumí el comandament de la 4a divisió de creuers, com a almirall de divisió. Es trobava a bord del creuer Alberico de Barbiano, que el 12 de desembre de 1941, durant la navegació entre Palerm i Líbia, amb una càrrega de munició i carburant, va ser enfonsat pels destructors anglesos i neerlandesos durant la batalla del Cap Bon.

## Condecoracions
Medalla d'or al Valor Militar - 30 de desembre de 1942
 Medalla de Plata al Valor Militar – juliol de 1912
 Medalla commemorativa de la Guerra Italo-Turca (1911-1912)
 Medalla commemorativa de la guerra 1915-1918
 Medalla commemorativa italiana de la Victòria de 1918
 Medalla commemorativa de la Unitat d'Itàlia